# Luigi Sodo
Luigi Sodo (Napoli, 26 maggio 1811 – Cerreto Sannita, 30 luglio 1895) è stato un vescovo cattolico italiano.
È proclamato venerabile della Chiesa cattolica. La causa di beatificazione è in discussione a Roma dopo la conclusione degli adempimenti diocesani, come attestato dalla congregazione delle cause dei santi (decreto 11 gennaio 2008).

## Vita

### I primi anni
Luigi Sodo nacque nel 1811 al numero civico 7 di via Alabardieri, nel rione Chiaia di Napoli, in una famiglia benestante. Il padre, Baldassare Giuseppe Saverio, aveva origini spagnole. La madre si chiamava Marianna Geltrude Riccio.
Fu battezzato due giorni dopo la nascita, il 28 maggio 1811, nella chiesa di San Giuseppe a Chiaia da don Giuseppe Frustaglia. Gli furono dati i seguenti nomi: Luigi Vincenzo Pasquale.
La famiglia Sodo era una famiglia molto religiosa ed oltre a Luigi anche uno dei suoi fratelli, Giovanni, ebbe la vocazione.
All'età di undici anni, il 28 settembre 1822, chiese con apposita supplica di poter entrare nel Seminario Arcivescovile della sua città che già frequentava da esterno. L'anno successivo, dopo aver ricevuto il sacramento della cresima, inviò una nuova supplica chiedendo di poter indossare l'abito ecclesiastico.
Il 5 febbraio 1825 ricevette l'abito ecclesiastico.
Il 21 settembre 1833 venne ordinato diacono dal cardinale Filippo Giudice Caracciolo. Poco più di un anno dopo, il 20 dicembre 1834, venne ordinato sacerdote dopo aver ottenuto apposita dispensa papale da Gregorio XVI.

### Sacerdote (1833-1852)
Appena divenne sacerdote il fratello Giovanni, andarono a vivere insieme in via Arco Mirelli dove Luigi restaurò a sue spese una cappella dedicata a Santa Maria della Luce.
Fu nominato rettore della chiesa di Santa Maria Egiziaca a Pizzofalcone dove «raccoglieva la più intelligente aristocrazia napoletana e vi dette la più bella prova, poiché avvicinando quei signori li seppe informare della più fervida fede ed esemplare pietà cristiana, onde rese tra il ceto nobile quotidiana la visita al Santissimo».
Divenne successivamente economo curato del Santuario di Santa Lucia a Mare dove «seppe guadagnarsi l'affetto dei marinari, anzi meglio, li seppe guadagnare a Gesù Cristo, giacché col suo fare popolare restando con essi e conversando, come sa fare un santo, interessandosi di loro, n'ebbe presto tra le mani i cuori, e gli fu facilissimo avvicinarli alla santa mensa, appassionarli di Gesù Benedetto».
Nel 1847 divenne primo assistente della Congregazione della Pia Adunanza, istituita nel 1834. Questa confraternita aveva come scopi la formazione cristiana dei suoi membri e l'organizzazione di missioni pastorali nelle zone più remote della diocesi.
Luigi partecipò attivamente a quindici missioni tenutesi a Napoli, San Paolo di Nola, Afragola, Chiaiano, Posillipo, Caserta, Calvizzano ecc.
Il suo impegno e il suo zelo fu premiato dal cardinale Sisto Riario Sforza che il 28 maggio 1852 lo consacrò vescovo e lo assegnò alla diocesi di Crotone.
Poco tempo dopo la nomina venne colto da una grave malattia che lo costrinse a tornare a Napoli.

### Vescovo di Telese o Cerreto (1853-1895)

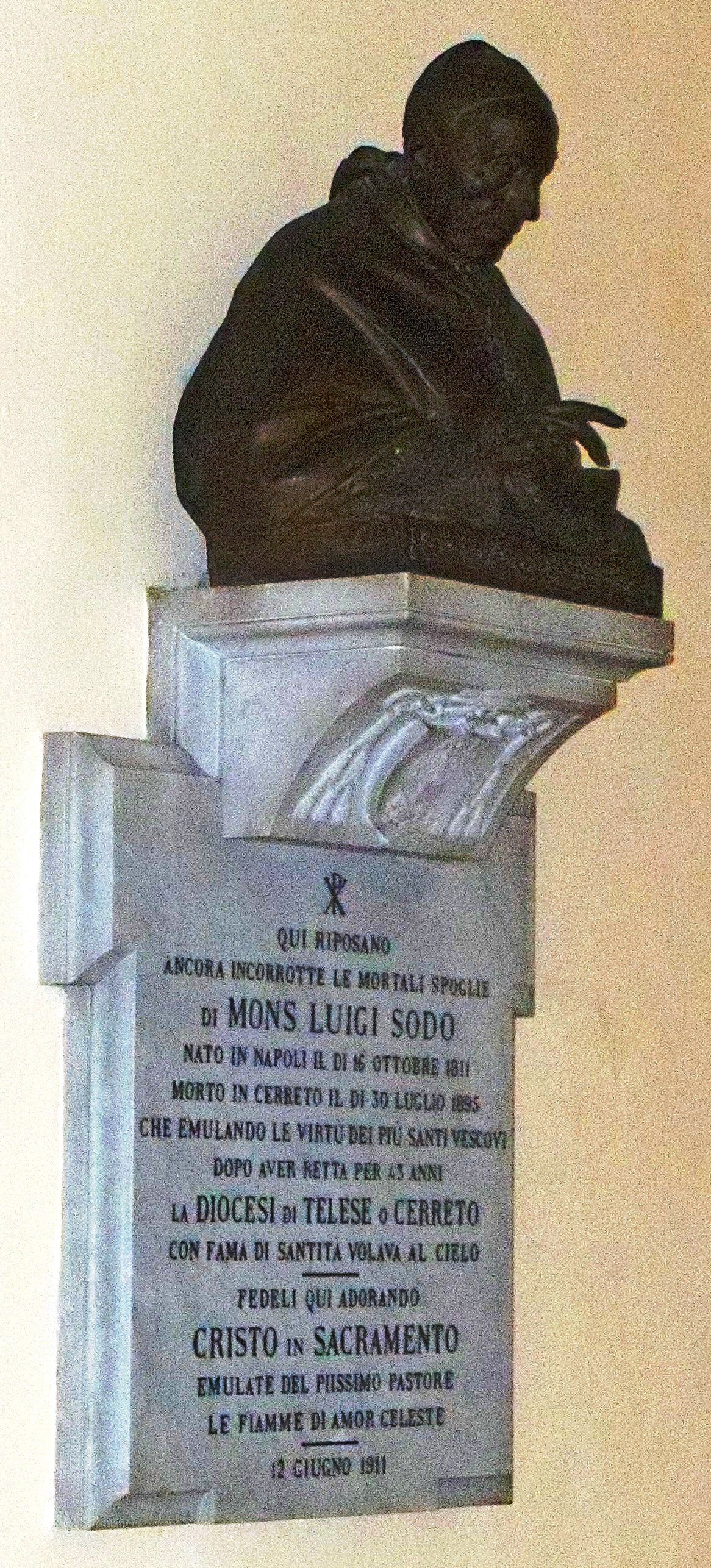
La tomba di mons. Luigi Sodo nella Cattedrale di Cerreto Sannita.

Il 27 giugno 1853 venne nominato vescovo della diocesi di Telese o Cerreto, oggi Diocesi di Cerreto Sannita-Telese-Sant'Agata de' Goti, dove restò per oltre quarant'anni, sino alla morte.
La diocesi di Telese o Cerreto fu eretta in epoca antica, forse in epoca molto anteriore al V secolo, quando il vescovo Florenzio è menzionato fra i partecipanti al Concilio Romano II (465). Ma dal 1800 al 1818 vi fu un periodo di vacanza della cattedra vescovile, seguito dall'unione della diocesi di Telese o Cerreto con quella di Alife. Il 27 giugno 1818 la diocesi di Alife fu soppressa dalla bolla De utiliori di papa Pio VII, ma la successiva bolla Adorandi del 14 dicembre 1820 ripristinò la diocesi e la unì a quella di Telese o Cerreto. L'unione provocò un diffuso malcontento, placatosi quando re Ferdinando II di Borbone, in visita a Cerreto Sannita nel 1852, ascoltando le preghiere del clero locale, si adoperò per il ripristino della cattedra vescovile separata, cosa che avvenne dopo pochi mesi, con la bolla Compertum di papa Pio IX datata 6 luglio.
A mons. Luigi Sodo venne così affidato un incarico gravoso, quello di ricostruire una diocesi che per mezzo secolo era rimasta soppressa. Ai fedeli che il 14 agosto 1853 lo accolsero al suo ingresso nella cittadina disse: «[...] Ma piacque a quel Dio che è l'arbitro di nostra vita, nelle cui mani sono collocate le sorti degli uomini, prolungare i miei giorni, sottraendomi alla falce della morte, e mentre ripigliate avevo le cure del mio ministero, inaspettatamente mi vidi trasferito al regime di questa illustre Chiesa, che per degnazione del Romano Pontefice, dietro le istanze del religiosissimo Nostro Sovrano [...] veniva separata da quella di Alife, e nel primiero suo lustro e splendore reintegrata».
A seguito dell'Unità d'Italia il 27 settembre 1860 a Cerreto Sannita avvenne un tentativo di reazione quando alcuni contrabbandieri, incoraggiati dalla voce che delle truppe regie marciavano da Amorosi verso San Salvatore Telesino, assaltarono la locale stazione della guardia nazionale armandosi dei fucili e delle armi ivi presenti. Successivamente gli insorti costrinsero la banda musicale a seguirli sino alla piazza antistante la Cattedrale. Indotti dal vescovo Luigi Sodo a disperdersi, si ritrovarono davanti al palazzo di Giacinto Ciaburro che venne assaltato e saccheggiato poco dopo la fuga, tramite il giardino, della famiglia. Il vescovo Sodo venne però accusato di essere stato l'ideatore della rivolta, e a seguito dell'emissione di un mandato di cattura, fuggì a Napoli il 7 novembre. Tornò in paese il 15 giugno 1861 ma dovette scappare di nuovo perché sospettato di favoreggiamento verso i briganti.
Durante questo suo "esilio forzato" mons. Luigi Sodo inviò numerose lettere al vicario episcopale don Gabriele Biondi nelle quali raccomandava al clero diocesano di tenere sempre a mente la cura delle anime con zelo e sacrificio.
Dichiarato innocente, tornò a reggere la diocesi preoccupandosi innanzitutto della cura spirituale dei suoi sottoposti. Inoltre sottopose il Seminario Diocesano di Cerreto Sannita a continui lavori di ampliamento che aumentarono notevolmente i posti letto a disposizione dei convittori.
Durante il suo mandato ascoltò sempre i suoi sacerdoti che considerava "figlioli per eccellenza dell'Altissimo".
Si impegnò nella predicazione e nella catechesi. Divise la diocesi in foranie al fine di rendere più capillare possibile la cura delle sue anime ed inviò numerose circolari al fine di abolire abusi perpetrati dal clero, di regolare la partecipazione alle processioni e l'esatta somministrazione dei sacramenti.

### Morte e beatificazione

Il funerale di mons. Luigi Sodo (agosto 1895).

Morì il 30 luglio 1895, dopo una caduta che gli aveva provocato la rottura del femore.
Fu seppellito nella cappella Ungaro del cimitero di Cerreto Sannita dove i fedeli, negli anni successivi, continuarono senza interruzione a visitare la tomba quasi fosse un santuario.
Il giorno 8 marzo 1910 il corpo di mons. Luigi Sodo fu riesumato nella cappella Ungaro. Siccome la salma fu trovata intatta ed incorrotta, vennero chiamati i medici cerretesi dell'epoca (Girolamo Altieri, Antonio Iacobelli, Alfredo Montefusco, Ruggiero Antonio Biondi) che accertarono che si trattava di un evento non comune, straordinario. Il notaio Tommaso Carizzi scrisse il relativo atto nel quale c'è scritto che furono chiamati anche altri medici da Napoli per accertare la singolarità di tale evento.
Fu sepolto nella cappella del Santissimo Sacramento della Cattedrale di Cerreto Sannita. La sua lapide così recita:
Il 12 maggio 1916 mons. Angelo Michele Iannacchino ne avviò il processo di beatificazione e canonizzazione ancora oggi in corso a Roma, dopo la conclusione positiva dei tre procedimenti a livello diocesano.
Il 21 maggio 2022 il papa Francesco ha autorizzato la Congregazione delle cause dei santi a promulgare il decreto riguardante le virtù eroiche del Servo di Dio, che viene, così, dichiarato venerabile.
A mons. Luigi Sodo sono intitolati una piazza a Cerreto Sannita ed il Liceo classico ospitato presso il Seminario Vescovile.

## Genealogia episcopale
La genealogia episcopale è:
- Cardinale Scipione Rebiba
- Cardinale Giulio Antonio Santori
- Cardinale Girolamo Bernerio, O.P.
- Arcivescovo Galeazzo Sanvitale
- Cardinale Ludovico Ludovisi
- Cardinale Luigi Caetani
- Cardinale Ulderico Carpegna
- Cardinale Paluzzo Paluzzi Altieri degli Albertoni
- Papa Benedetto XIII
- Papa Benedetto XIV
- Papa Clemente XIII
- Cardinale Marcantonio Colonna
- Cardinale Giacinto Sigismondo Gerdil, B.
- Cardinale Giulio Maria della Somaglia
- Cardinale Carlo Odescalchi, S.I.
- Cardinale Costantino Patrizi Naro
- Vescovo Luigi Sodo